# جرف الملحة
جرف الملحة هي مدينة في إقليم سيدي قاسم ضمن جهة الغرب شراردة بني حسين بالغرب المغربي. كان مجموع عدد سكان بلدية جرف الملحة 20.581 نسمة.(تعداد السكان الرسمي 2004) وتعد من اصغر مدن منطقة الحتشون

## المناخ
مناخ جرف الملحة من النوع المتوسطي ، يتميز بصيف حار وجاف وشتاء معتدل ممطر. يتراوح متوسط درجات الحرارة بين 13 درجة مئوية في الشتاء و 26 درجة مئوية في الصيف. يتركز هطول الأمطار بشكل رئيسي بين شهري نوفمبر وأبريل بمتوسط سنوي يبلغ 480 ملم. يونيو ويوليو وأغسطس هي الأشهر الأكثر جفافاً في العام ، مع عدم وجود هطول للأمطار تقريبًا.
المدينة معرضة لرياح سائدة من الشمال الغربي تصل سرعتها في بعض الأحيان إلى 60 كم / ساعة. يمكن أن تسبب هذه الرياح عواصف ترابية خلال شهري يوليو وأغسطس.
للمناخ جرف الملحة تأثيرات على الزراعة التي تعد نشاطًا مهمًا للمنطقة. يمكن أن يواجه المزارعون فترات جفاف طويلة خلال فصل الصيف ، مما قد يؤثر على إنتاج بعض المحاصيل. بالإضافة إلى ذلك ، يمكن أن يؤدي هطول الأمطار الغزيرة في الشتاء إلى فيضانات تدمر البنية التحتية والمحاصيل.